# Kepler-37
Kepler-37 este o stea tip G din secvența principală aflată în constelația Lira la 215.2 ani lumină distanță de Pământ. Găzduiește exoplanetele Kepler-37b, Kepler-37c⁠(en)[traduceți], Kepler-37d⁠(en)[traduceți] și Kepler-37e⁠(en)[traduceți], care orbitează toate la mică distanță de aceasta. Kepler-37 are 80,3% din masa Soarelui și 77% din diametrul acestuia. Are o temperatură asemănătoare, dar puțin mai rece, de 5417 K (spre deosebire de Soare, de 5780 K). Metalicitatea este aproximativ jumătate din cea a Soarelui. Are o vârstă de aproximativ 6 miliarde de ani, ceva mai în vârstă ca Soarele (4,5 miliarde de ani), dar este în continuare o stea din secvența principală. Până în ianuarie 2015 este cea mai mică stea pentru care s-au făcut măsurători de asteroseismologie.